# Kim Davis
Kim Davis (* 17. September 1965) ist eine ehemalige amerikanische County Clerk (Stadtschreiberin) und Standesbeamtin im Bezirk Rowan County (Kentucky). Weil die gleichgeschlechtliche Ehe gegen ihren Glauben verstoße, weigerte sie sich, homosexuelle Partner zu trauen oder Hochzeitsbescheinigungen für diese zu unterschreiben. Im November 2018 verlor sie dieses Amt, da sie nicht wiedergewählt wurde.

## Persönliches
Davis war viermal mit drei verschiedenen Männern verheiratet. Die ersten drei Ehen wurden 1994, 2006 und 2008 geschieden. Ihre Zwillinge wurden fünf Monate nach der Scheidung der ersten Ehe geboren. Ihr dritter Ehemann ist biologischer Vater der Zwillinge, die vom zweiten Ehemann, Joe Davis, adoptiert wurden. Joe Davis ist auch ihr aktueller Ehemann. Er unterstützt sie in ihrer Haltung gegen die gleichgeschlechtliche Ehe.

## Hintergrund
Davis hatte nach der rechtlichen Gleichstellung der Ehe durch das US-Verfassungsgericht am 26. Juni 2015 begonnen, die Ausstellung von Ehebescheinigungen an sämtliche Paare im Rowan County, Kentucky zu verweigern. Ebenso untersagte sie dies auch ihren Mitarbeitern. Sie wurde zunächst durch einen Bundesbezirksrichter (U.S. District Judge) angewiesen, die Bescheinigungen auszustellen. Nach einigen Revisionsstufen, um sie zur Erfüllung ihrer entsprechenden Dienstpflichten zu bewegen, wurde sie am 3. September 2015, nachdem ihr Einspruch beim Supreme Court gescheitert war, vom Bezirksgericht im östlichen Distrikt von Kentucky in Beugehaft genommen. Der Fall wurde unter anderem vom Sprecher des Weißen Hauses, Josh Earnest, als rechtsstaatlich problematisch kommentiert und sorgte international für Aufsehen.
Davis wurde einige Tage später aus der Beugehaft entlassen und von Hunderten Unterstützern einschließlich des republikanischen Präsidentschaftsbewerbers Mike Huckabee empfangen. Die Verwendung des Songs „Eye of the Tiger“ bei der Demonstration wurde von dessen Urhebern scharf kritisiert. Sie wechselte ihre Parteizugehörigkeit und trat den Republikanern bei, da sie sich von den Demokraten nicht mehr vertreten fühle.
Der Fall hat Symbolwert für die Auseinandersetzung zwischen Moderne und Konservatismus in den USA gewonnen und betrifft ebenso die Gewichtung des Rechts auf freie Religionsausübung gegenüber anderen Gesetzen.

## Umfeld
Davis war seit 1991 Stellvertreterin ihrer Mutter in der Position. Sie war lokal bekannt, da sie über Jahrzehnte Ansprechpartner der Bürger für die verschiedensten Amtshandlungen, vom Führerschein bis zum Grundbucheintrag, war. Die entsprechende Gegend in den Appalachen hat eine Armutsquote von 29 %. Sie übernahm das Wahlamt 2014 und setzte sich als Kandidatin der Demokraten gegen einen republikanischen Bewerber durch. Sie erhält ein Jahresgehalt von etwa 80.000 US-Dollar. Sie ist selbst mehrfach geschieden, einer ihrer Söhne gehört zu ihren Mitarbeitern und teilt ihre Haltung. Sie bezeichnet sich als wiedergeborene, apostolische Christin. Ihre neubetonte Religiosität rührt aus dem Jahr 2011. Von ihren Anhängern wird sie als eine tapfere Protagonistin zivilen Widerstands gesehen, ihre Gegner vergleichen ihr Verhalten hingegen mit den Blockaden des Gouverneurs George Wallace gegen die Aufhebung der Rassentrennung. Davis ist nicht die einzige County Clerk, Amtsinhaberin oder Dienstleisterin, die die Beurkundung der gleichgeschlechtlichen Ehe in den USA verweigert. Nach der Entscheidung Obergefell v. Hodges fragte knapp die Hälfte der 157 County Clerks etwa im Bundesstaat Kentucky eine Klärung wegen Bedenken bei der Durchführung an, weitere Kollegen von Davis ließen sich versetzen, in den Ruhestand versetzen oder protestierten gegen die Pflicht, ohne sie aber zu verweigern. Auch im Bezirk von Davis wurden nach deren Verurteilung Trauscheine für gleichgeschlechtliche Paare durch andere Kollegen von Davis ausgegeben.